# Rhyacophila murhu
Rhyacophila murhu is een schietmot uit de familie Rhyacophilidae. De soort komt voor in het Oriëntaals gebied.